# エイデン・トウザー
エイデン・ウィルソン・トウザー、（Aiden Wilson Tozer、1897年5月21日- 1963年5月12日 ）は、アメリカ合衆国の牧師、説教者、編集者。
ペンシルベニア州に生まれる。クリスチャン・アンド・ミッショナリー・アライアンスの牧師となる。ブラザー・ローレンスを薦めた。

## 著書
- 『神への渇き』いのちのことば社 1958年
- 『神の再発見』いのちのことば社 1967年
- 『神のとりたもう勝利』いのちのことば社 1961年
- 『キリストに根ざして』いのちのことば社 1970年
- 『力への道』いのちのことば社 1968年
- 『日々、聖霊に満たされて』いのちのことば社 2009年
- 『リバイバルの条件』いのちのことば社 1972年
- 『霊とまことをもって』いのちのことば社 1990年